# 比康福爾斯 (康乃狄克州)
比康福爾斯（英語：Beacon Falls）是一個位於美國康乃狄克州新哈芬縣的城鎮。

## 地理
比康福爾斯的座標為41°26′19″N 73°03′20″W / 41.43861°N 73.05556°W，而該地的平均海拔高度為63米（即207英尺）。

## 人口
根據2010年美國人口普查的數據，比康福爾斯的面積為25.60平方千米，當中陸地面積為25.30平方千米，而水域面積為0.30平方千米。當地共有人口6049人，而人口密度為每平方千米236.29人。